# Ornithoctona oxycera
Ornithoctona oxycera är en tvåvingeart som beskrevs av Falcoz 1930. Ornithoctona oxycera ingår i släktet Ornithoctona och familjen lusflugor. Inga underarter finns listade i Catalogue of Life.